# 達維迪夫卡 (新桑扎雷市鎮)
49°26′17″N 34°10′56″E / 49.43806°N 34.18222°E
達維迪夫卡（羅馬化：Davydivka）是烏克蘭中部的村莊，隸屬波爾塔瓦州的波爾塔瓦區。該村距離帕西奇涅1公里，面積1.607平方公里，海拔高度126米，2001年人口137。